# Подень (Арджеш)
Подень, Подені (рум. Podeni) — село у повіті Арджеш в Румунії. Входить до складу комуни Бузоєшть.
Село розташоване на відстані 95 км на захід від Бухареста, 30 км на південь від Пітешть, 91 км на схід від Крайови, 131 км на південний захід від Брашова.

## Населення
За даними перепису населення 2002 року у селі проживали 377 осіб, усі — румуни. Усі жителі села рідною мовою назвали румунську.